# Zàimisxe (Penza)
|  | Per a altres significats, vegeu «Zàimisxe». |

Zàimisxe - Займище (rus) és un poble (possiólok) de l'óblast de Penza (Rússia). El 2010 no tenia cap habitant.